# Mahund
Mahund, Mahoun o Mahound è un termine dispregiativo usato per indicare Maometto, il profeta dell'Islam, che si trova nella letteratura medievale e moderna europea. Questa variante del nome proprio viene fortemente associata con gli atteggiamenti anti-islamici ampiamente diffusi in ambito occidentale, specialmente a causa degli attentati che hanno fatto seguito all'irrisolto conflitto israelo-palestinese, alla presa di potere in Iran degli Ayatollah e con l'esplodere del terrorismo di pretesa matrice fondamentalista islamica. È in particolar modo connessa con la falsa credenza che Maometto sia una sorta di divinità adorata dai musulmani, o che egli sia addirittura un demone che avrebbe ispirato la "falsa religione" dell'Islam.

## Connotazioni peggiorative
La credenza che i musulmani venerino Maometto deriva direttamente dall'Europa medievale. Secondo Bernard Lewis, lo «sviluppo del concetto riguardante Mahund è partito dalla considerazione che Maometto era una sorta di demonio, o una falsa divinità, adorata con Apollyon e Termangant, come terzo di una empia trinità, i cui primi passi si possono rintracciare nella cosiddetta Chanson de Roland. Alla fine, dopo la Riforma, Maometto è stato concepito come un furbo ed egoista impostore».
Una variante di tale credenza è la falsa accusa mossa ai Templari di adorare una divinità chiamata Baphomet, diffusamente interpretato coma la corruzione del nome "Mahommet".
Il nome ha acquisito la connotazione di "diavolo" o "spirito delle tenebre" nell'uso colloquiale inglese.

## In letteratura
Il nome appare in diversi medievali Mystery play, in cui Mahund è talvolta impiegato come sinonimo di una divinità pagana, adorata da scellerati come Erode e Faraone dell'Esodo. Un'opera descrive sia Erode il Grande, sia suo figlio Erode Antipa come adoratori di Mahund, mentre in un altro lavoro, Faraone incoraggia gli Egiziani suoi sudditi a inseguire gli Israeliti nei flutti del mar Rosso con le parole: In alto i cuori, per Mahund.
Nella cultura popolare scozzese, è usata la forma variante "Mahoun" come il nome di un diavolo, che era chiamato "Vecchio Maoun" (Old Mahoun).
G. K. Chesterton si riferisce a questo concetto nel suo poema Lepanto. Più di recente, Salman Rushdie, nel suo romanzo I versi satanici (The Satanic Verses), racconta di una persona di nome Mahound che appare nel sogno febbrile di un protagonista narrato. Mahound nel sogno appare come una persona umana afflitta di dubbi, senza nessun riferimento a Satana.